# Hälleberga församling
Hälleberga församling är en församling i Nybro pastorat i Stranda-Möre kontrakt i Växjö stift inom Svenska kyrkan i Nybro kommun. Det största samhället är Orrefors och i församlingen ingår även Målerås och Gullaskruv.
Församlingskyrka är Hälleberga kyrka.

## Administrativ historik
Församlingen har (sen)medeltida ursprung.
Församlingen bildade pastorat med Älghults församling till 1 maj 1921 då den bildade ett eget pastorat. 1995 överfördes församlingen till Madesjö pastorat och till Södra Möre kontrakt och från 2010 ingår församlingen i Nybro pastorat.

## Kyrkoherdar
| Ämbetstid | Namn               | Levnadstid | Övrigt |
| --------- | ------------------ | ---------- | ------ |
| 1920–     | Otto Arvid Åstrand | 1882–      |        |

### Komministrar
| Ämbetstid | Namn                           | Levnadstid | Övrigt                                    |
| --------- | ------------------------------ | ---------- | ----------------------------------------- |
| 1624      | Laurentius Svenonis            |            | Senare kyrkoherde i Älghults församling.  |
| 1630–1637 | Nicolaus Jonae                 |            | Senare komminister i Älghults församling. |
| före 1644 | Nicolaus Simonis               |            | Senare komminister i Asa församling.      |
| 1651–1667 | Johannes Nicolai               | död 1667   |                                           |
| 1661–1667 | Zacharias Melovius             |            | Senare kyrkoherde i Fryele församling.    |
| 1673–1693 | Daniel Rolander                |            | Senare komminister i Älmeboda församling. |
| 1694–1695 | Nicolaus Lagberg               |            | Senare komminister i Hamneda församling.  |
| 1695–1700 | Suno Dracander                 |            | Senare komminister i Näsby församling.    |
| 1700–1727 | Carl Nyander                   | 1662–1732  |                                           |
| 1727–1742 | Charitius Lavin                |            | Senare komminister i Traryds församling.  |
| 1742–1770 | Erik Båhrman                   | 1706–1770  |                                           |
| 1772–1807 | Jonas Magni Colliander         | 1729–1807  |                                           |
| 1807–1810 | Zacharias Colliander           | 1775–1810  |                                           |
| 1811–1843 | Peter Lorenz Sellergren        | 1768–1843  |                                           |
| 1844–1881 | Johan Magnus Krok              | 1803–1881  |                                           |
| 1882–1884 | Nils Källoff                   |            | Senare kyrkoherde i Värnamo församling.   |
| 1884–1896 | Knut Anders Sandström          |            | Senare kyrkoherde i Hakarps församling.   |
| 1896–1908 | Frans Jakob Natanael Rosengren |            | Senare kyrkoherde i Hallaryds församling. |
| 1910–1922 | Pehr Henrik Ydström            | född 1865  |                                           |